# Theodor Heinrich Schiebler
Theodor Heinrich Schiebler (* 3. Februar 1923 in Berlin; † 27. August 2022) war ein deutscher Anatom und Hochschullehrer.

## Leben
Schiebler war der Sohn von Theodor Schiebler und dessen Ehefrau Hedwig Schiebler, geb. Bombach. Er legte 1940 sein Abitur ab und nahm anschließend als Wehrmachts-Soldat am Zweiten Weltkrieg teil. Infolge einer Verwundung konnte er 1942 ein Medizinstudium an der Julius-Maximilians-Universität Würzburg aufnehmen, 1944 absolvierte er die Ärztliche Vorprüfung. Nach erneuter Kriegsteilnahme und kurzer Kriegsgefangenschaft setzte er sein Studium ab 1945 an der Georg-August-Universität Göttingen fort und schloss es 1948 ab.
Die Promotion erfolgte 1948 zum Thema Karyoarchitektonik des Nucleus supraopticus und des Nucleus tuberis lateralis im menschlichen Hypothalamus. in Göttingen. Nach kurzer Assistenzzeit für Anatomie in Göttingen wechselte Schiebler 1949 an die Christian-Albrechts-Universität zu Kiel, wo er als wissenschaftlicher Mitarbeiter am Anatomischen Institut tätig war. Vom Oktober 1950 bis zum September 1951 forschte er im Rahmen eines Rockefeller-Stipendiats am Karolinska-Institut. Die Habilitation (Histologische, histochemische und elektronenmikroskopische Untersuchungen am Atrioventricularsystem von Huf- und Nagetieren.) erfolgte 1955 in Kiel. 1962 wurde er in Kiel zum außerplanmäßigen Professor für Anatomie berufen, 1962 zum außerordentlichen Professor. Im darauffolgenden Jahr, 1963, nahm Schiebler einen Ruf an die Julius-Maximilians-Universität Würzburg an. Im Jahr 1966 wurde er hier zum ordentlichen Professor berufen. 1970/1972 war er Dekan der Medizinischen Fakultät. Er wurde 1990 emeritiert.
Schiebler war verheiratet und Vater von fünf Kindern.

## Wirken
Theodor Schiebler forschte u. a. mit Methoden der Histochemie und Elektronenmikroskopie an Geweben des Neuroendokrinen Systems, der Niere und der Plazenta und ist Autor von über 150 wissenschaftlichen Veröffentlichungen. Darüber hinaus war Schiebler Autor eines anatomischen Lehrbuchs (Anatomie, im Studentenjargon „Schiebler“), welches zehn Auflagen (zuletzt 2007) erlebte. Er übersetzte und ergänzte zudem das Histologie-Lehrbuch von Luiz Carlos Uchôa Junqueira (letzte Auflage unter Schieblers Mitwirkung 1996).

## Ehrungen (Auswahl)
- 1968: Mitglied der Deutschen Akademie der Naturforscher Leopoldina[5]
- 1987: Ehrendoktorwürde der Universität Nancy I[3]
- Ehrenmitglied der Anatomischen Gesellschaft[6]

## Veröffentlichungen (Auswahl)
- Karyoarchitektonik des Nucleus supraopticus und des Nucleus tuberis lateralis im menschlichen Hypothalamus. (Dissertation), Göttingen 1948.
- Histologische, histochemische und elektronenmikroskopische Untersuchungen am Atrioventricularsystem von Huf- und Nagetieren. (Habilitation), Kiel 1955.
- Zur Geschichte der Würzburger Anatomie. In: Würzburger medizinhistorische Mitteilungen. Band 1, 1983, S. 139–145.
- Rudolf Albert von Koelliker (1817–1905). In: Peter Baumgart (Hrsg.): Lebensbilder bedeutender Würzburger Professoren. Degener, Neustadt an der Aisch 1995 (= Quellen und Beiträge zur Geschichte der Universität Würzburg. Band 8), ISBN 3-7686-9137-3, S. 61–88.
- Histologie. 4. Auflage. Springer, 1996, ISBN 978-3-540-60404-4 (Übersetzung und Ergänzung der amerikanischen Ausgabe von Junqueira und Carneiro)
- Anatomie. 10. Auflage (mit Horst-Werner Korf). Steinkopff, Heidelberg 2007, ISBN 978-3-7985-1771-4. (doi:10.1007/978-3-7985-1771-4).
- Mit Zuversicht ins Leben. JKL Publikationen, Berlin 2003, ISBN 978-3-933336-36-1. (Autobiographie 1923–1945, in der Reihe Bibliothek der Zeitzeugen)
- Wir und unsere Zeit. Warum wir Suchende sind – und bleiben. MEDU Verlag, Dreiech 2015, ISBN 978-3-944948-43-0.